# Jean-Baptiste Bessières, duc d’Istrie

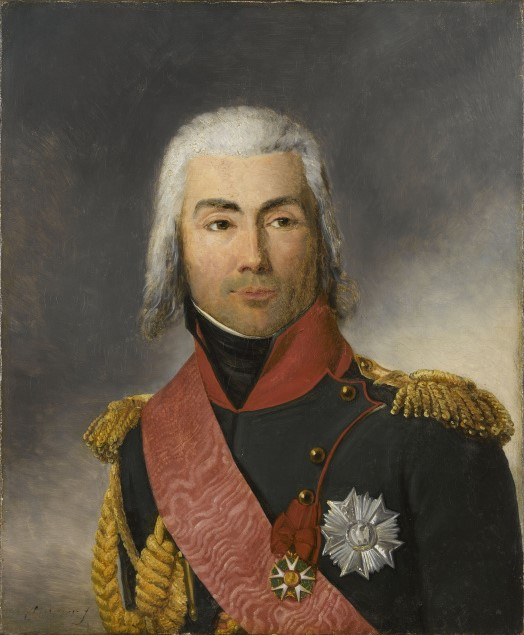
Jean-Baptiste Bessières

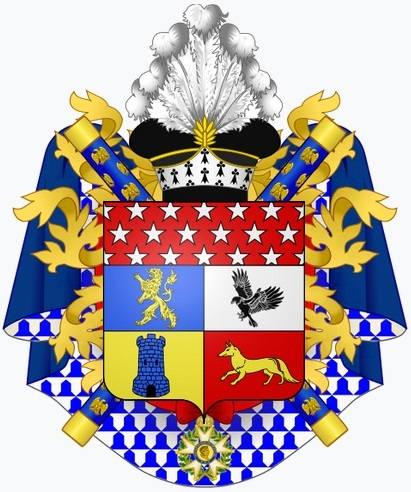
Wappen Bessières' als Duc d’Istrie

Jean-Baptiste Bessières (* 6. August 1768 in Prayssac (Quercy); † 1. Mai 1813 bei Rippach) war ein französischer Offizier in der Zeit der Revolutionskriege. Für seine militärischen Verdienste wurde er durch Napoleon 1804 zum Maréchal d’Empire und 1808 zum Duc d’Istrie (Herzog von Istrien) ernannt.

## Leben
Bessières stammte von nicht begüterten Eltern ab, sein Vater war Barbier in Prayssac (Département Lot). Auch Bessières selbst sollte ursprünglich Chirurg werden, trat jedoch 1790 als Gemeiner in die „Garde constitutionnelle du Roi“ (Konstitutionelle Garde des Königs) Ludwigs XVI. ein und diente 1792 in der Legion der Pyrenäen. Er wurde 1794 im 22e régiment de chasseurs à cheval zum Capitaine befördert und kämpfte 1796 bis 1797 in Italien mit Auszeichnung. Bessières gewann Napoleon Bonapartes Gunst, der ihm 1796 die Organisation und das Kommando der Guideneskadron übertrug. 1798 machte er  die Expedition nach Ägypten mit und kämpfte  vor St. Jean d’Acre und in der Schlacht von Abukir. Am 18. Juli 1800 wurde er zum Général de brigade befördert.

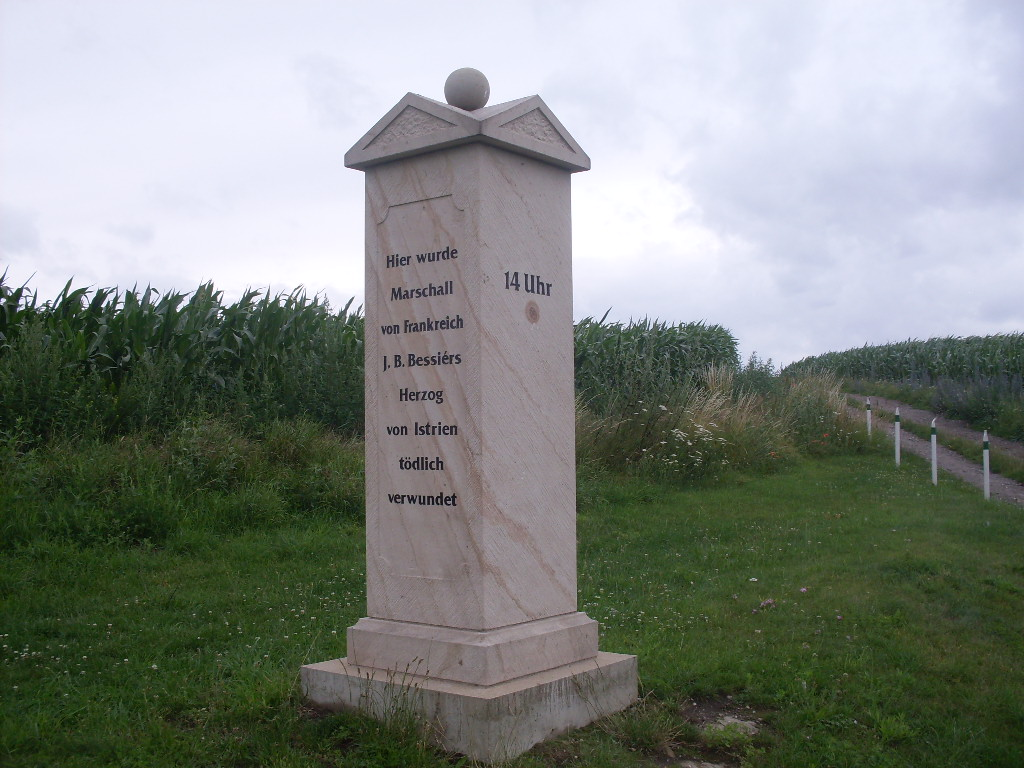
Gedenkstein für Marschall Bessières auf der Anhöhe bei Rippach

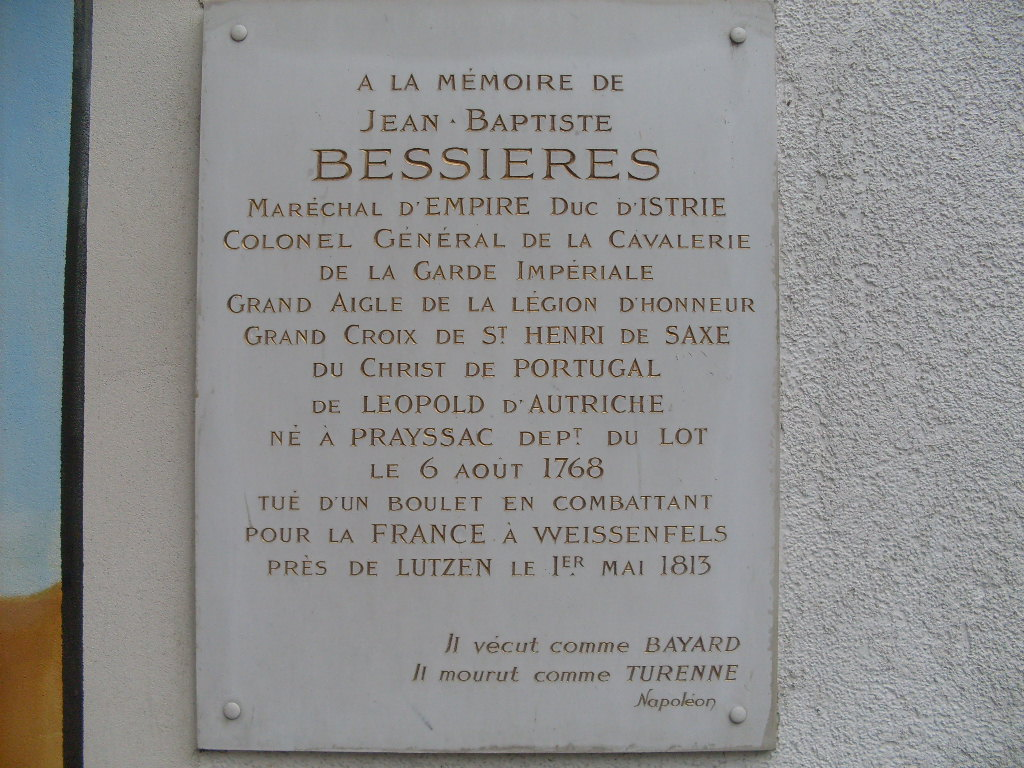
Erinnerungstafel für Marschall Bessières am Gasthof in Rippach

Mit Bonaparte nach Frankreich zurückgekehrt, stand er ihm  beim Staatsstreich des 18. Brumaire VIII zur Seite. Er organisierte dann die neu geschaffene Armée d’Italie und zwang in der Schlacht bei Marengo durch eine glänzende Kavallerieattacke die Österreicher zum Rückzug. 1802 wurde er zum Général de division befördert und nach der Thronbesteigung Napoleons I. 1804 zum Maréchal d’Empire ernannt.
Von 1804 bis zu seinem Tode 1813 war er der Colonel général der Gardekavallerie. 1805 zeichnete er sich in der Schlacht bei Austerlitz aus und führte 1806 ein Kavalleriekorps bei Jena und kämpfte erfolgreich bei Friedland. 1808 war er Gesandter Napoleons I. in Stuttgart bei der Vermählung Jérômes von Westfalen mit der Prinzessin Katharina. Zum Herzog von Istrien im napoleonischen Adel (noblesse impériale) erhoben, befehligte er 1808 bis 1809 in Spanien das I. Armeekorps und errang bedeutende Erfolge. Im Kriege gegen Österreich führte er die Reservekavallerie, an deren Spitze er bei Landshut und Eggmühl siegreich war. Bei Aspern und Wagram hatte er entscheidende Reiterangriffe auszuführen, doch ohne den gewünschten Erfolg. Bei Wagram wurde er verwundet.
Nach dem Frieden von Schönbrunn erhielt er den Oberbefehl in Holland, 1811 das Gouvernement von Alt-Kastilien und León und folgte dem Kaiser mit der Garde und einem starken Reiterkorps auf dem Russlandfeldzug 1812, wo er auf dem Rückzug die größte Besonnenheit und Kaltblütigkeit zeigte. Bei der Eröffnung des Feldzugs von 1813 in Deutschland war Bessières Oberbefehlshaber der gesamten französischen Reiterei. Als er am 1. Mai bei Rippach zwischen Weißenfels und Lützen mit einer Escadron des 1er régiment de chevau-légers lanciers polonais auf einem Erkundungsritt war, zerschmetterte ihm eine Kanonenkugel die Brust und tötete ihn. Er wurde im Caveau des Gouverneurs der Cathédrale Saint-Louis-des-Invalides in Paris beigesetzt. 
Noch auf St. Helena vermachte Napoleon dem Sohn Bessières' 100.000 Franken, da der Marschall arm gestorben war.

## Ehrungen

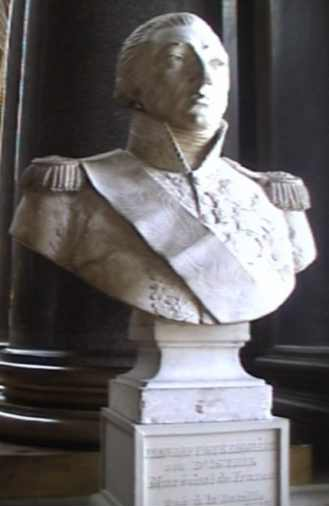
Büste in der Schlachtengalerie des Schloss Versailles

- Bessières war Colonel général de la Cavalerie de la Garde
- Sein Name ist am Triumphbogen in Paris in der 13. Spalte eingetragen.
- Seine Büste wurde in der 1837 eröffneten Schlachtengalerie des Schloss Versailles aufgestellt.
- Großoffizier der Ehrenlegion
- Kommandeur des Ordens der Eisernen Krone (Italien)
- Großkreuz des Leopold-Ordens (Österreich)
- Großkreuz des Christusorden (Portugal)
- Großkreuz des Militär-St.-Heinrichs-Orden (Sachsen)
- Ritter des Orden des Goldenen Adlers (Württemberg)